# Homalonychus
Homalonychus ist die einzige Gattung der Familie Homalonychidae innerhalb der Echten Webspinnen und umfasst nur drei Arten.

## Beschreibung

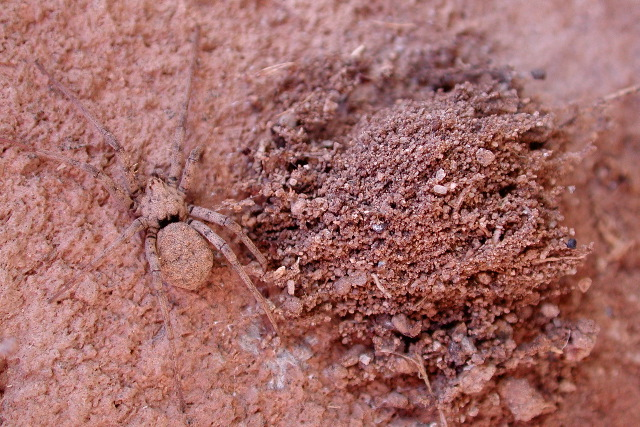
Homalonychus sp. mit Eisack

Die erwachsenen Männchen erreichen eine Körperlänge von sechs bis neun Millimeter und die Weibchen von sieben bis 13 Millimeter. Körper und Beine sind normalerweise, außer bei adulten Männchen, mit feinen Bodenteilchen bedeckt. Die Haut ist orange-braun, während die Cheliceren, Mundwerkzeuge, „Stirn“ (Clypeus) und Seiten des Kopfes dunkler gefärbt sind.
Angehörige der Gattung Homalonychus haben acht Augen, die wie sonst nur die Nebenaugen der Echten Webspinnen dem grundsätzlichen Aufbau der Augen bei Wirbeltiere gleichen, also mit einem kahnförmigen Tapetum ausgestattet sind.
Der Rückenschild (Carapax) ist gefleckt; die dunkleren Flecken sind meist jeweils an den Hüften (Coxa) angeordnet. Die vorderen Flecken verlaufen mit den dunkleren Seiten. Die Schenkel (Femur) der Laufbeine mit vier Flecken an der Oberseite (dorsal), von denen der basale dreieckig ist und der distale fehlen kann. Der Carapax weist eine deutlich abgegrenzte Kopf-/Augenregion sowie eine deutliche und tiefe Thoraxfurche auf. Der Vorderkörper ist zu den Seiten hin abgerundet und im Bereich der Thoraxfurche (zweites und drittes Laufbeinpaar) am breitesten und aufgewölbt.
Der Carapax ist bei den Weibchen und noch nicht geschlechtsreifen Männchen dicht mit kurzen, gezähnten oder behaarten Borsten (Setae) besetzt, die an den dunklen Stellen dichter werden. Erwachsene Männchen und alle Weibchen besitzen dazu längere, mikroskopisch feine Behaarung und Beborstung auf Carapax und Hinterleib (Opisthosoma, Abdomen). An diesen abgeflachten und weichen oder klingenartigen Haare und Borsten haften die Bodenteilchen der Umgebung.
Bei dem Weibchen sind die Beine annähernd gleich lang, das dritte Beinpaar ist das kürzeste; bei den Männchen ergibt sich die Beinformel I = IV, II, III. Die Beine sind bedornt, weisen Borsten, Haare und Trichobothrien auf; ebenso sind chemosensitive Haare vorhanden.
Die Homalonychus-Arten weisen sechs Spinnwarzen auf, der Collulus fehlt. Die Epigyne ist relativ groß, während die inneren Geschlechtsorgane des Weibchens relativ einfach aufgebaut sind; ebenso wie die Bulben des Männchens. Das wichtigste und sicherste Bestimmungsmerkmal ist die Epigyne.

## Fortpflanzung und Entwicklung
Über das Fortpflanzungsverhalten sei laut Roth (1984) nichts bekannt.  Vetter und Cokendorfer stellten 1999 fest, dass die Weibchen von Homalonychus theologus jeweils einen sandbedeckten, hohlen Eisack von ca. 18 mm Durchmesser herstellen, dessen Innenseite mit Spinnenseide ausgekleidet ist. Der Eisack wird an die Unterseite ihrer Verstecke (unter Steinen oder festen Bodenplacken) gehängt, wobei die Sandbedeckung der Tarnung dient, die Platzierung unter Steinen die Sonneneinstrahlung und Gefahr minimiert und die Hohlraumkonstruktion vermutlich Feuchtigkeit und Temperatur für die im Innern aufgehängten Eier stabil hält. Im Inneren werden je nach Ernährungslage 20 bis 25 (oder mehr) Eier aufgehängt. Nach etwa 50 Tagen schlüpfen etwa 20 Spiderlinge, wobei die gesamte Entwicklungszeit, inklusive Entwicklung der Eier vor Eiablage, länger sein dürfte. Die Jungtiere häuten sich mindestens einmal in ihrem Versteck.
Erwachsene Tiere leben mindestens zwei Jahre. In mehr als 270 faunistischen Aufnahmen waren unreife Individuen das ganze Jahr über gewöhnliche Funde, wobei im Frühjahr mehr gefunden wurden, als in der zweiten Jahreshälfte; dieses Ergebnis lässt jedoch eher Rückschlüsse auf das Verhalten der Arachnologen als auf das der Spinnen zu. Die Weibchen waren am häufigsten von Dezember bis Juni aufgefunden worden, während Männchen nur in vier Aufnahmen im April vorkamen. Eine Sammlung im Oktober wies sowohl Männchen als auch Weibchen zusammen auf.

## Lebensweise
Angehörige der Familie sind, soweit bekannt, nachtaktive netzlos umherwandernde Jäger, die man in Wüsten und Halbwüsten im feinen Sand oder Boden unter losem Geröll, unter Steinen oder im Detritus finden kann. Die abgeworfene Haut kann oft an der Unterseite von flachen Steinen haftend gefunden werden. Es wurden bislang keine Wohnhöhlen oder dergleichen gefunden, in denen sich die Tiere tagsüber zurückziehen. Sie haben anscheinend keine Beutepräferenz, aber in der Haltung haben sich Motten und Fliegen leidlich bewährt. 

### Tarnung
Weibchen und männliche Jungtiere tarnen sich mit feinsten Bodenteilchen von 48 µm bis 120 µm Durchmesser, welche an den Setae haften bleiben. Somit nehmen sie sowohl Farbton als auch Struktur des Bodens ihres Lebensraums an. Ähnliches Verhalten kann auch bei Cryptothele (Zodariidae), Sicarius (Sicariidae), Paratropis (Paratropididae), Microstigmata (Microstigmatidae), und Bradystichus (Bradystichidae), sowie bei den Weberknechten der Gattung Trogulus (Trogulidae) beobachtet werden. Homalonychus ruhen, ähnlich den Sicarius in Chile, mit ausgestreckten Beinen und sind oft leicht im Boden eingegraben.
Die primären Schutzmechanismen der Art sind ihre Nachtaktivität und die durch ihre Behaarung unterstützte Tarnung mit Bodenteilchen. In Ruhestellung positioniert sich die Spinne mit allen Beinen voneinander ausgestreckt. Wenn sie gestört wird, schiebt Homalonychus theologus ihre Beine in eine starre, 2-paarige Formation, indem sie jeweils die beiden vorderen Beinpaare zusammenliegend nach vorn und die beiden hinteren Beinpaare zusammenliegend nach hinten streckt. Diese Haltung wird ausgelöst, wenn man das Tier berührt oder anderweitig stört, und wird daher als defensive Stellung, die sehr oft bei anderen Webspinnen bei Gefahr durch Fressfeinde eingenommen wird, gedeutet. Juvenile Tiere weisen dieses Verhalten nicht auf. Die Starre wird solange beibehalten, bis man das Tier in die Hand nimmt. Erst dann setzt eine Fluchtreaktion ein. Die Beobachtungen beruhen auf wenigen Fängen, das Verhalten von Homalonychus theologus konnte bislang noch nicht ausreichend untersucht werden. Rätselhaft bleibt aber der Unterschied zu anderen Webspinnen, die beim Totstellreflex ihre Beine anwinkeln, statt sie auszustrecken. Da außerdem angezweifelt wird, dass die möglichen Prädatoren von Homalonychus theologus zählen können und eine Nahrungspräferenz für acht- statt für vierbeinige Beute haben, bietet dieses untypische Verhalten Anlass für Spekulationen. Womöglich imitiert Homalonychus theologus damit die Überreste eines vertrockneten Kaktus mit seinen Dornen.

## Systematik
Die Arten werden vereinzelt noch zu den Zodariidae gezählt, z. B. von Jörg Wunderlich (2004). Die Überlegungen, die Homalonychus einer anderen Familie zuzuordnen, beruhten auf Ähnlichkeiten morphologischer Merkmale, die sich laut Roth und nach Ansicht der meisten Arachnologen aber bis heute als nicht ausreichend entscheidend für eine Familienzuordnung erwiesen. Die Gattung Megapyge wurde daher zu den Thomisidae, und Homalonychus joyaus in die Gattung Storenomorpha (Zodariidae) transferiert. Die Kombination zweier Merkmale, nämlich das Fehlen von Sägezähnchen an den Kauwerkzeugen (Serrula an den Gnathocoxen), sowie das Fehlen von Zähnen an den paarigen Tarsalklauen, würden die Homalonychidae von allen anderen in Betracht kommenden Familien unterscheiden. Es sei daher „vorzuziehen, die Homalonychidae in einer eigenen Familie zusammenzufassen“. Wahrscheinlich beruht die Zuordnung zu anderen Familien auf bisherigen und weiteren falschen Zuordnungen einiger indischer Arten zur Gattung Homalonychus. Die Zuordnung zu einer Überfamilie bleibt aber weiterhin unklar. Diskutiert wurde eine Übergruppierung „Homalonychiformia“ für Homalonychidae und Cithaeronidae sowie die Zuordnung zur Überfamilie Pisauroidea.
Der World Spider Catalog listet für die Gattung Homalonychus aktuell nur drei Arten. (Stand: Juni 2016)
- Homalonychus raghavai Patel & Reddy, 1991 – Die Art kommt endemisch in Indien vor. Bemerkenswert neben der Endemie in einem extremen Lebensraum sind ihre Fähigkeiten der Tarnung und die Fertigungsweise ihrer Eisäcke.
- Homalonychus selenopoides  Marx, 1891 (Syn.: Homalonychus positivus  Chamberlin, 1924) – Die Art kommt ausschließlich im nordwestlichen Mexiko, Arizona und Südkalifornien vor und fehlt auf der Baja California
- Homalonychus theologus  Chamberlin, 1924 – Die Art kommt ausschließlich in den Wüsten und Halbwüsten Südkaliforniens und der Baja California bis auf ca. 600 Meter über Meereshöhe vor.